# Monument aux morts de la Première Guerre mondiale à Ćuprija
Le monument aux morts de la Première Guerre mondiale à Ćuprija (en serbe cyrillique : Споменик палим ратницима из Првог светског рата у Ћуприји ; en serbe latin : Spomenik palim ratnicima iz Prvog svetskog rata u Ćupriji) se trouve à Ćuprija, dans le district Pomoravlje, en Serbie. Il est inscrit sur la liste des monuments culturels protégés de la République de Serbie (identifiant no SK 1068),,.

## Présentation
Le monument est situé au centre de Ćuprija, dans l'ancienne rue Maršala Tita, aujourd'hui devenue rue Karađorđeva. Il a été construit en 1922 en l'honneur des combattants des Guerres balkaniques et de la Première Guerre mondiale (1912-1918).
Il se présente sous la forme d'un parallélépipède avec une plaque où sont inscrits les noms des soldats ; la partie centrale se présente comme une sorte obélisque surmonté par un aigle. Il est construit en marbre, en bronze et en pierre artificielle avec des éléments décoratifs : feuille de laurier, armoiries serbes stylisées, plaques de marbre décorées, aigle.